# Канали, Эйтор
Эйтор Канали (порт.-браз. Heitor Canalli; 31 марта 1910, по другим данным 1911, по третьим данным 1909, Жуис-ди-Фора — 21 июля 1990, Петрополис) — бразильский футболист, полузащитник. 

## Карьера
Эйтор Канали родился в семье Аффонсо Канали и Люсинды Демарки, мигрантов из Италии.Их сын родился в городе Жуис-ди-Фора, но уже через месяц после его рождения, семья переехала в Петрополис, где открыла собственную мебельную фабрику. В этом городе Эйтор и начал свою карьеру в 1927 году в клубе «Петрополитано». Оттуда полузащитник перешёл в клуб «Ботафого», где дебютировал 14 сентября 1929 года. С «Глориозо» футболист выиграл три титула чемпиона Лиги Кариоки. В начале 1933 года футболист перешёл в стан «Фламенго», за который сыграл 5 встреч. В августе того же года Канали уехал в Италию в клуб «Торино», за который сыграл в 9 матчах. Вернувшись из Европы, Эйтор сначала перешёл в «Америку», но не сыграв за клуб ни одной встречи возвратился в стан «Ботафого», с которым в следующем году выиграл стой четвёртый титул чемпиона Лиги Кариоки. Последний матч за клуб Канали провёл 1 декабря 1940 года с «Флуминенсе» (1:4), а всего за «Ботафого» он сыграл 269 матчей и забил 9 голов. Эйтор, по некоторым данным в 1941 году выступал за «Крузейро» из Порту-Алегри, а завершил карьеру в клубе «Канто до Рио».
В составе сборной Бразилии Эйтор дебютировал 4 декабря 1932 года в матче с Уругваем на Кубок Рио-Бранко, в котором Бразилия победила 2:2 и завоевала трофей. В 1934 году он поехал в составе национальной команды на Чемпионат мира, где сыграл единственный матч против сборной Испании (1:3). Затем он много играл товарищеских встреч за сборную во время турне по Европе, а также на родине в Бразилии. В 1937 году он стал участником чемпионата Южной Америки. На этом турнире Канали провёл лишь одну встречу, 3 января против Чили, ставшую последнем матчем полузащитника в составе национальной команды. Всего за сборную Эйтор провёл 20 игр.

## Международная статистика
| Матчи Эйтора Канали за сборную Бразилии | Матчи Эйтора Канали за сборную Бразилии | Матчи Эйтора Канали за сборную Бразилии | Матчи Эйтора Канали за сборную Бразилии | Матчи Эйтора Канали за сборную Бразилии | Матчи Эйтора Канали за сборную Бразилии | Матчи Эйтора Канали за сборную Бразилии |
| --------------------------------------- | --------------------------------------- | --------------------------------------- | --------------------------------------- | --------------------------------------- | --------------------------------------- | --------------------------------------- |
| №                                       | Дата                                    | Место проведения                        | Оппонент                                | Счёт                                    | Голы                                    | Турнир                                  |
| 1                                       | 4 декабря 1932                          | Монтевидео                              | Уругвай                                 | 2:1                                     | —                                       | Кубок Рио-Бранко                        |
| 2                                       | 11 декабря 1932                         | Монтевидео                              | Насьональ (Монтевидео)                  | 2:1                                     | —                                       | Товарищеский матч                       |
| 3                                       | 27 мая 1934                             | Генуя                                   | Испания                                 | 1:3                                     | —                                       | Чемпионат мира                          |
| 4                                       | 3 июня 1934                             | Белград                                 | Югославия                               | 4:8                                     | —                                       | Товарищеский матч                       |
| 5                                       | 8 июня 1934                             | Загреб                                  | Граджянски (Загреб)                     | 0:0                                     | —                                       | Товарищеский матч                       |
| 6                                       | 17 июня 1934                            | Барселона                               | Каталония                               | 1:2                                     | —                                       | Товарищеский матч                       |
| 7                                       | 24 июня 1934                            | Жирона                                  | Каталония                               | 2:2                                     | —                                       | Товарищеский матч                       |
| 8                                       | 1 июля 1934                             | Барселона                               | Барселона                               | 4:4                                     | —                                       | Товарищеский матч                       |
| 9                                       | 12 июля 1934                            | Лиссабон                                | Сборная Бенфики и Белененсеша           | 4:2                                     | —                                       | Товарищеский матч                       |
| 10                                      | 15 июля 1934                            | Лиссабон                                | Спортинг (Лиссабон)                     | 6:1                                     | —                                       | Товарищеский матч                       |
| 11                                      | 22 июля 1934                            | Порту                                   | Порту                                   | 0:0                                     | —                                       | Товарищеский матч                       |
| 12                                      | 9 сентября 1934                         | Салвадор                                | Ипиранга (Салвадор)                     | 5:1                                     | —                                       | Товарищеский матч                       |
| 13                                      | 13 сентября 1934                        | Салвадор                                | Витория (Салвадор)                      | 2:1                                     | —                                       | Товарищеский матч                       |
| 14                                      | 16 сентября 1934                        | Салвадор                                | Баия                                    | 8:1                                     | —                                       | Товарищеский матч                       |
| 15                                      | 30 сентября 1934                        | Ресифи                                  | Санта-Круз (Ресифи)                     | 3:1                                     | —                                       | Товарищеский матч                       |
| 16                                      | 4 октября 1934                          | Ресифи                                  | Наутико                                 | 8:3                                     | —                                       | Товарищеский матч                       |
| 17                                      | 7 октября 1934                          | Ресифи                                  | Сборная штата Пернамбуку                | 5:3                                     | —                                       | Товарищеский матч                       |
| 18                                      | 10 октября 1934                         | Ресифи                                  | Санта-Круз (Ресифи)                     | 2:3                                     | —                                       | Товарищеский матч                       |
| 19                                      | 16 декабря 1934                         | Сан-Паулу                               | Палестра Италия                         | 4:1                                     | —                                       | Товарищеский матч                       |
| 20                                      | 3 января 1937                           | Буэнос-Айрес                            | Чили                                    | 6:4                                     | —                                       | Чемпионат Южной Америки                 |

## Достижения
- Чемпион Федерального округа (1891—1960) (4): 1930, 1932, 1933, 1935
- Обладатель Кубка Рио-Бранко: 1932

## Личная жизнь
Эйтор Канали был женат на Марие Луисе Коэлью Виэйра (родилась 2 июля 1921 года, умерла в 2000 году), у них было трое детей.